# Aelurillus muganicus
Aelurillus muganicus is een spinnensoort in de taxonomische indeling van de springspinnen (Salticidae).
Het dier behoort tot het geslacht Aelurillus. De wetenschappelijke naam van de soort werd voor het eerst geldig gepubliceerd in 1984 door Peter Mikhailovitch Dunin.